# Onychonycteridae
Onychonycteridae es una familia de murciélagos extintos que se conoce tan solo desde el Eoceno temprano de Europa y Norteamérica. La especie tipo, Onychonycteris finneyi, fue descrita en 2008 a partir de dos esqueletos casi completos encontrados en la formación Green River del suroeste de Wyoming. Desde entonces se han asignado a Onychonycteridae varias especies de murciélagos fósiles descritas con anterioridad, así como otras especies descubiertas más recientemente.
La mayoría de las especies pertenecientes a esta familia se conocen solo por dientes y fragmentos mandibulares aislados, aunque se pueden reconocer por sus molares superiores de forma relativamente cuadrada, el cuarto premolar inferior simple y los molares inferiores primitivos y necromantodontes. Onychonycteris finneyi posee otros rasgos primitivos en su esqueleto, como garras en los cinco dedos y una cóclea sencilla que sugiere que carecía de la capacidad de ecolocalización. Las dimensiones de sus alas sugieren que empleaba un sistema de vuelo más primitivo que el de los murciélagos actuales.
La monofilia de Onychonycteridae ha sido ampliamente respaldada en varios análisis filogenéticos recientes. Algunos investigadores recuperaron un clado de onicócteridos con Onychonycteris divergiendo basalmente, seguido por Eppsinycteris , Aegina y, finalmente, las especies hermanas Honrovits tsuwape y Honrovits ( Hassianycteris ) joeli.  Otros estudios encontraron que Onychonycteridae se dividía en dos subclados, uno compuesto por Honrovits, Aegina y Onychonycteris, y el otro compuesto por Eppsinycteris, Marnenycteris y el enigmático Archaeonycteris praecursor.  Volactrix se incluyó en este último análisis, pero no se recuperó entre Onychonycteridae. 

## Géneros
Géneros de Onychonycteridae:
- †Ageina Russell et al., 1973
  - †Ageina tobieni Russell et al., 1973 - Mutigny (MP 8-9), Francia
- †Eppsinycteris Hooker, 1996
  - †Eppsinycteris anglica Hooker, 1996 - Abbey Wood (MP 8-9), Inglaterra
- †Honrovits Beard et al., 1992
  - †Honrovits tsuwape Beard et al., 1992 - Formación Wind River (Ypresiense), Wyoming
- †Marnenycteris Hand et al., 2015
  - †Marnenycteris michauxi Hand et al., 2015 - Pourcy (Ypresiense), Francia
- †Onychonycteris Simmons et al., 2008
  - †Onychonycteris finneyi Simmons et al., 2008 - Formación Green River (Ypresiense), Wyoming

- † Onychonycteris Simmons et al. , 2008
  - † Onychonycteris finneyi Simmons et al. , 2008 - Formación Green River (Wasatchiano tardío), Wyoming
- † Volactrix ? Czaplewski et al. , 2022
  - † Volactrix simmonsae - Czaplewski et al. , 2022 - Formación Sheep Pass ( Bridgeriano ), Nevada

Especies de Onychonycteridae según Smith et al., 2012:
- Hassianycteris joeli Smith y Russell, 1992 - Evere (Ypresiense), Bélgica